# Rippling Romance
Rippling Romance ist ein US-amerikanischer Zeichentrick-Kurzfilm von Bob Wickersham aus dem Jahr 1945.

## Handlung
Ein schwarzer Schwan macht einem weißen Schwan den Hof. Dabei versucht ihm eine kleine Ente zu helfen, auch wenn der Schwan darauf keinen Wert legt.

## Produktion
Rippling Romance wurde am 21. Juni 1945 zum Copyright angemeldet. Er erschien als Teil der Color Rhapsody Theatrical Cartoon Series von Columbia Pictures in 3-Strip-Technicolor. Die Animatoren des Films waren Chic Otterstrom, Volus Jones und Ben Lloyd. Es war der letzte Film, für den Paul Worth die Filmmusik komponierte.
Rippling Romance gilt als verschollen, so besitzt Columbia keinerlei Materialien zum Film und private Kopien sind nicht bekannt.

## Auszeichnungen
Rippling Romance wurde 1946 für einen Oscar in der Kategorie „Bester animierter Kurzfilm“ nominiert, konnte sich jedoch nicht gegen Tom der Nachtwächter durchsetzen.